# Hiéroglyphe égyptien A27
Le hiéroglyphe égyptien A27 (homme courant) est classifié dans la section A « L'Homme et ses occupations » de la liste de Gardiner ; il y est noté A27.

## Représentation
Il représente un homme courant, balançant ses deux bras vers l'avant. 

## Utilisation
| i · A27 · n |

| i · A27 · n |

C'est un déterminatif de termes liés à l'action de se déplacer à pieds.
| n · h | m | A27 |

| n · h | m | A27 |